# Serie A1 2007-2008 (pallavolo maschile)
La Serie A1 italiana di pallavolo maschile 2007-2008 si è svolta dal 29 settembre 2007 al 7 maggio 2008: al torneo hanno partecipato quattordici squadre di club italiane e la vittoria finale è andata per la prima volta alla Trentino Volley.

## Regolamento
Le squadre hanno disputato un girone all'italiana, con gare di andata e ritorno, per un totale di ventisei giornate; al termine della regualar season:
- Le prime otto classificate hanno acceduto ai play-off scudetto, strutturati in quarti di finale, semifinali e finale, tutte giocate al meglio di due vittorie su tre gare.
- Le ultime due classificate sono retrocesse in Serie A2.

## Squadre partecipanti
Al campionato di Serie A1 2007-08 hanno partecipato quattordici squadre: quelle neopromosse dalla Serie A2 sono state lo Sparkling Volley Milano, vincitrice del campionato, e il Volley Corigliano, vincitrice dei play-off promozione.
| Club              | Città              | Palazzetto                        | Stagione precedente                                |
| ----------------- | ------------------ | --------------------------------- | -------------------------------------------------- |
| Volley Corigliano | Corigliano Calabro | PalaCorigliano Corigliano Calabro | 2ª in Serie A2; Vincitrice play-off promozione     |
| Piemonte          | Cuneo              | PalaBreBanca Cuneo                | 1ª in Serie A1; Semifinali play-off scudetto       |
| Top Volley Latina | Latina             | PalaBianchini Latina              | 11ª in Serie A1                                    |
| Lube              | Macerata           | PalaFontescodella Macerata        | 10ª in Serie A1                                    |
| Sparkling Milano  | Milano             | PalaLido Milano                   | 1ª in Serie A2                                     |
| Modena            | Modena             | PalaPanini Modena                 | 5ª in Serie A1; Quarti di finale play-off scudetto |
| Gabeca            | Montichiari        | PalaGeorge Montichiari            | 9ª in Serie A1                                     |
| Sempre Padova     | Padova             | PalaFabris Padova                 | 12ª in Serie A1                                    |
| Perugia           | Perugia            | PalaEvangelisti Perugia           | 6ª in Serie A1; Quarti di finale play-off scudetto |
| Piacenza          | Piacenza           | PalaBanca Piacenza                | 4ª in Serie A1; Finale play-off scudetto           |
| M. Roma           | Roma               | Palazzetto dello Sport Roma       | 2ª in Serie A1; Semifinali play-off scudetto       |
| Taranto           | Taranto            | PalaWojtyla Martina Franca        | 7ª in Serie A1; Quarti di finale play-off scudetto |
| Trentino          | Trento             | PalaTrento Trento                 | 8ª in Serie A1; Quarti di finale play-off scudetto |
| Treviso           | Treviso            | PalaVerde Villorba                | 3ª in Serie A1; Campione d'Italia                  |

## Torneo

### Regular season

#### Risultati
| Prima giornata |                    |     |                                   |
|                |                    |     |                                   |
| 29-09          | Corigliano-Treviso | 3-0 | 25-20, 25-21, 25-17               |
| 30-09          | Cuneo-Trento       | 3-0 | 25-23, 25-17, 25-14               |
| 30-09          | Milano-Taranto     | 0-3 | 16-25, 22-25, 21-25               |
| 01-10          | Modena-Macerata    | 3-0 | 25-23, 25-18, 25-21               |
| 30-09          | Montichiari-Latina | 3-0 | 25-20, 25-19, 25-22               |
| 30-09          | Padova-Roma        | 3-2 | 23-25, 21-25, 25-23, 25-23, 15-11 |
| 30-09          | Perugia-Piacenza   | 3-1 | 25-21, 25-21, 21-25, 25-17        |

| Seconda giornata |                     |     |                                   |
|                  |                     |     |                                   |
| 03-10            | Latina-Padova       | 0-3 | 25-27, 30-32, 16-25               |
| 04-10            | Macerata-Cuneo      | 2-3 | 25-22, 18-25, 20-25, 25-22, 11-15 |
| 03-10            | Piacenza-Milano     | 3-2 | 25-20, 25-27, 25-15, 20-25, 15-11 |
| 03-10            | Roma-Perugia        | 3-1 | 25-20, 25-19, 23-25, 25-21        |
| 03-10            | Taranto-Corigliano  | 3-1 | 22-25, 25-22, 25-21, 25-17        |
| 04-10            | Trento-Modena       | 3-1 | 25-20, 31-33, 25-18, 25-21        |
| 04-10            | Treviso-Montichiari | 0-3 | 22-25, 19-25, 22-25               |

| Terza giornata |                     |     |                                   |
|                |                     |     |                                   |
| 07-10          | Latina-Modena       | 0-3 | 23-25, 26-28, 20-25               |
| 07-10          | Macerata-Corigliano | 3-1 | 23-25, 25-23, 25-20, 25-21        |
| 07-10          | Piacenza-Cuneo      | 0-3 | 23-25, 23-25, 21-25               |
| 08-10          | Roma-Milano         | 3-0 | 25-23, 25-23, 25-16               |
| 06-10          | Taranto-Padova      | 2-3 | 25-21, 19-25, 25-22, 20-25, 11-15 |
| 07-10          | Trento-Montichiari  | 3-0 | 25-17, 25-18, 25-21               |
| 07-10          | Treviso-Perugia     | 3-1 | 25-22, 22-25, 25-20, 25-19        |

| Quarta giornata |                   |     |                                   |
|                 |                   |     |                                   |
| 10-10           | Corigliano-Latina | 3-2 | 20-25, 18-25, 25-20, 25-14, 15-11 |
| 10-10           | Cuneo-Taranto     | 3-0 | 25-15, 25-21, 25-21               |
| 11-10           | Milano-Macerata   | 3-1 | 30-28, 25-21, 19-25, 25-23        |
| 10-10           | Modena-Piacenza   | 3-1 | 26-24, 20-25, 25-21, 25-20        |
| 11-10           | Montichiari-Roma  | 2-3 | 21-25, 25-15, 17-25, 25-19, 12-15 |
| 10-10           | Padova-Treviso    | 0-3 | 29-31, 25-27, 32-34               |
| 10-10           | Perugia-Trento    | 0-3 | 19-25, 13-25, 15-25               |

| Quinta giornata |                      |     |                                   |
|                 |                      |     |                                   |
| 14-10           | Cuneo-Milano         | 3-0 | 25-20, 25-23, 25-20               |
| 14-10           | Macerata-Padova      | 3-2 | 16-25, 24-26, 25-23, 25-17, 15-10 |
| 14-10           | Piacenza-Montichiari | 2-3 | 30-32, 25-23, 16-25, 27-25, 12-15 |
| 14-10           | Roma-Latina          | 3-0 | 25-21, 25-14, 25-18               |
| 14-10           | Taranto-Perugia      | 1-3 | 27-29, 20-25, 25-23, 18-25        |
| 15-10           | Trento-Corigliano    | 3-0 | 25-18, 25-15, 25-15               |
| 13-10           | Treviso-Modena       | 3-2 | 24-26, 25-17, 18-25, 25-22, 17-15 |

| Sesta giornata |                     |     |                                   |
|                |                     |     |                                   |
| 21-10          | Corigliano-Perugia  | 0-3 | 23-25, 22-25, 20-25               |
| 21-10          | Latina-Piacenza     | 1-3 | 17-25, 25-19, 18-25, 22-25        |
| 21-10          | Macerata-Treviso    | 3-2 | 25-23, 20-25, 27-25, 19-25, 15-11 |
| 22-10          | Milano-Trento       | 2-3 | 18-25, 21-25, 25-23, 28-26, 10-15 |
| 18-10          | Modena-Roma         | 1-3 | 17-25, 29-31, 25-23, 22-25        |
| 21-10          | Montichiari-Taranto | 3-2 | 26-24, 20-25, 25-23, 23-25, 15-11 |
| 20-10          | Padova-Cuneo        | 3-0 | 25-22, 25-13, 25-15               |

| Settima giornata |                     |     |                                   |
|                  |                     |     |                                   |
| 28-10            | Cuneo-Corigliano    | 3-0 | 25-22, 25-20, 25-22               |
| 24-10            | Modena-Milano       | 1-3 | 25-21, 22-25, 22-25, 24-26        |
| 28-10            | Perugia-Montichiari | 2-3 | 25-20, 19-25, 23-25, 25-17, 14-16 |
| 29-10            | Piacenza-Macerata   | 3-2 | 25-21, 16-25, 25-17, 22-25, 15-11 |
| 24-10            | Roma-Taranto        | 3-0 | 25-19, 25-21, 25-19               |
| 28-10            | Trento-Padova       | 3-2 | 22-25, 28-30, 25-18, 25-19, 15-12 |
| 28-10            | Treviso-Latina      | 3-0 | 25-12, 25-21, 25-14               |

| Ottava giornata |                   |     |                                   |
|                 |                   |     |                                   |
| 31-10           | Corigliano-Milano | 1-3 | 25-22, 22-25, 22-25, 21-25        |
| 01-11           | Latina-Perugia    | 3-0 | 25-22, 26-24, 25-22               |
| 01-11           | Macerata-Trento   | 3-0 | 25-21, 25-22, 25-22               |
| 01-11           | Montichiari-Cuneo | 1-3 | 25-27, 21-25, 26-24, 22-25        |
| 31-10           | Padova-Modena     | 2-3 | 21-25, 23-25, 25-23, 25-20, 11-15 |
| 31-10           | Roma-Treviso      | 2-3 | 25-23, 19-25, 22-25, 25-22, 11-15 |
| 01-11           | Taranto-Piacenza  | 2-3 | 25-17, 34-32, 21-25, 27-29, 10-15 |

| Nona giornata |                    |     |                                   |
|               |                    |     |                                   |
| 09-12         | Corigliano-Padova  | 2-3 | 22-25, 25-23, 36-34, 21-25, 11-15 |
| 09-12         | Cuneo-Treviso      | 3-0 | 26-24, 25-19, 25-19               |
| 09-12         | Milano-Latina      | 3-0 | 25-21, 25-20, 25-20               |
| 09-12         | Modena-Montichiari | 3-2 | 25-21, 25-22, 22-25, 22-25, 21-19 |
| 09-12         | Perugia-Macerata   | 0-3 | 20-25, 15-25, 16-25               |
| 08-12         | Piacenza-Roma      | 2-3 | 22-25, 18-25, 26-24, 25-18, 11-15 |
| 09-12         | Trento-Taranto     | 3-0 | 25-23, 25-15, 25-18               |

| Decima giornata |                        |     |                                   |
|                 |                        |     |                                   |
| 15-12           | Latina-Cuneo           | 1-3 | 19-25, 22-25, 25-16, 19-25        |
| 16-12           | Montichiari-Corigliano | 0-3 | 22-25, 22-25, 23-25               |
| 16-12           | Padova-Milano          | 3-2 | 25-20, 16-25, 25-22, 28-30, 15-11 |
| 16-12           | Perugia-Modena         | 2-3 | 25-23, 22-25, 27-29, 25-22, 13-15 |
| 16-12           | Roma-Trento            | 2-3 | 18-25, 19-25, 27-25, 26-24, 13-15 |
| 16-12           | Taranto-Macerata       | 2-3 | 22-25, 19-25, 25-20, 25-18, 12-15 |
| 16-12           | Treviso-Piacenza       | 1-3 | 25-21, 23-25, 21-25, 20-25        |

| Undicesima giornata |                    |     |                                   |
|                     |                    |     |                                   |
| 22-12               | Corigliano-Modena  | 0-3 | 20-25, 22-25, 25-27               |
| 23-12               | Cuneo-Roma         | 2-3 | 25-18, 17-25, 29-27, 28-30, 19-17 |
| 23-12               | Macerata-Latina    | 3-1 | 25-23, 25-20, 14-25, 25-19        |
| 23-12               | Milano-Montichiari | 3-2 | 28-30, 25-18, 25-23, 19-25, 19-17 |
| 23-12               | Padova-Perugia     | 3-2 | 25-22, 16-25, 19-25, 25-23, 15-12 |
| 23-12               | Taranto-Treviso    | 1-3 | 25-21, 20-25, 23-25, 16-25        |
| 23-12               | Trento-Piacenza    | 3-1 | 32-30, 25-22, 23-25, 25-22        |

| Dodicesima giornata |                     |     |                                   |
|                     |                     |     |                                   |
| 20-12               | Latina-Taranto      | 3-0 | 25-20, 25-23, 25-15               |
| 19-12               | Montichiari-Padova  | 3-2 | 22-25, 25-27, 25-21, 25-18, 15-9  |
| 26-12               | Modena-Cuneo        | 2-3 | 25-21, 25-27, 19-25, 29-27, 18-20 |
| 19-12               | Perugia-Milano      | 3-1 | 25-13, 26-24, 20-25, 26-24        |
| 26-12               | Piacenza-Corigliano | 3-0 | 25-20, 27-25, 25-17               |
| 26-12               | Roma-Macerata       | 3-0 | 27-25, 25-13, 25-19               |
| 26-12               | Treviso-Trento      | 3-1 | 25-19, 19-25, 26-24, 25-19        |

| Tredicesima giornata |                      |     |                                   |
|                      |                      |     |                                   |
| 16-01                | Corigliano-Roma      | 2-3 | 23-25, 26-24, 23-25, 25-20, 13-15 |
| 16-01                | Cuneo-Perugia        | 3-0 | 25-20, 25-22, 25-21               |
| 16-01                | Macerata-Montichiari | 3-0 | 25-21, 25-21, 29-27               |
| 16-01                | Milano-Treviso       | 3-2 | 25-21, 18-25, 16-25, 25-21, 16-14 |
| 16-01                | Padova-Piacenza      | 0-3 | 27-29, 22-25, 18-25               |
| 16-01                | Taranto-Modena       | 3-2 | 24-26, 19-25, 25-20, 25-23, 12-15 |
| 16-01                | Trento-Latina        | 3-2 | 25-20, 29-27, 28-30, 18-25, 15-12 |

| Quattordicesima giornata |                    |     |                                   |
|                          |                    |     |                                   |
| 20-01                    | Latina-Montichiari | 0-3 | 18-25, 14-25, 18-25               |
| 21-01                    | Macerata-Modena    | 3-2 | 23-25, 25-23, 23-25, 25-23, 15-11 |
| 20-01                    | Piacenza-Perugia   | 3-0 | 25-20, 25-18, 25-16               |
| 20-01                    | Roma-Padova        | 3-1 | 26-24, 20-25, 25-23, 25-23        |
| 20-01                    | Taranto-Milano     | 3-0 | 25-22, 25-17, 25-20               |
| 20-01                    | Trento-Cuneo       | 3-1 | 25-23, 22-25, 25-18, 25-22        |
| 20-01                    | Treviso-Corigliano | 3-0 | 25-23, 25-20, 25-19               |

| Quindicesima giornata |                     |     |                                   |
|                       |                     |     |                                   |
| 27-01                 | Corigliano-Taranto  | 2-3 | 25-20, 21-25, 17-25, 25-22, 12-15 |
| 27-01                 | Cuneo-Macerata      | 1-3 | 25-22, 22-25, 24-26, 22-25        |
| 27-01                 | Milano-Piacenza     | 0-3 | 21-25, 20-25, 15-25               |
| 27-01                 | Modena-Trento       | 2-3 | 25-22, 21-25, 21-25, 25-22, 10-15 |
| 26-01                 | Montichiari-Treviso | 1-3 | 22-25, 15-25, 25-15, 16-25        |
| 28-01                 | Padova-Latina       | 1-3 | 29-27, 23-25, 24-26, 24-26        |
| 27-01                 | Perugia-Roma        | 0-3 | 22-25, 19-25, 18-25               |

| Sedicesima giornata |                     |     |                                   |
|                     |                     |     |                                   |
| 03-02               | Corigliano-Macerata | 2-3 | 25-22, 20-25, 22-25, 25-22, 6-15  |
| 03-02               | Cuneo-Piacenza      | 3-1 | 25-15, 25-22, 16-25, 28-26        |
| 02-02               | Milano-Roma         | 2-3 | 25-19, 23-25, 25-15, 28-30, 11-15 |
| 03-02               | Modena-Latina       | 2-3 | 22-25, 25-19, 25-14, 22-25, 12-15 |
| 04-02               | Montichiari-Trento  | 1-3 | 26-28, 25-21, 19-25, 23-25        |
| 03-02               | Padova-Taranto      | 1-3 | 37-35, 25-27, 20-25, 26-28        |
| 03-02               | Perugia-Treviso     | 1-3 | 20-25, 25-23, 22-25, 23-25        |

| Diciassettesima giornata |                   |     |                            |
|                          |                   |     |                            |
| 06-02                    | Latina-Corigliano | 0-3 | 23-25, 29-31, 21-25        |
| 06-02                    | Macerata-Milano   | 3-0 | 25-20, 25-16, 25-16        |
| 06-02                    | Piacenza-Modena   | 3-0 | 25-22, 25-24, 25-15        |
| 07-02                    | Roma-Montichiari  | 3-0 | 25-17, 25-22, 25-23        |
| 06-02                    | Taranto-Cuneo     | 1-3 | 23-25, 25-22, 22-25, 17-25 |
| 07-02                    | Trento-Perugia    | 3-1 | 24-26, 25-18, 25-16, 25-18 |
| 06-02                    | Treviso-Padova    | 3-0 | 25-17, 25-14, 25-21        |

| Diciottesima giornata |                      |     |                                   |
|                       |                      |     |                                   |
| 10-02                 | Corigliano-Trento    | 0-3 | 21-25, 19-25, 20-25               |
| 10-02                 | Latina-Roma          | 2-3 | 26-28, 25-15, 18-25, 25-21, 14-16 |
| 09-02                 | Milano-Cuneo         | 3-1 | 25-17, 20-25, 25-21, 26-24        |
| 10-02                 | Montichiari-Piacenza | 0-3 | 23-25, 21-25, 22-25               |
| 10-02                 | Modena-Treviso       | 3-2 | 25-23, 27-29, 29-27, 21-25, 15-13 |
| 11-02                 | Padova-Macerata      | 1-3 | 18-25, 18-25, 25-23, 17-25        |
| 10-02                 | Perugia-Taranto      | 3-1 | 25-15, 25-22, 23-25, 25-18        |

| Diciannovesima giornata |                     |     |                                   |
|                         |                     |     |                                   |
| 17-02                   | Cuneo-Padova        | 3-0 | 25-20, 25-19, 25-12               |
| 16-02                   | Perugia-Corigliano  | 2-3 | 22-25, 21-25, 25-10, 25-14, 12-15 |
| 17-02                   | Piacenza-Latina     | 3-1 | 25-19, 25-20, 21-25, 25-14        |
| 17-02                   | Roma-Modena         | 3-2 | 19-25, 23-25, 25-20, 25-22, 15-11 |
| 17-02                   | Taranto-Montichiari | 1-3 | 25-22, 21-25, 22-25, 21-25        |
| 18-02                   | Trento-Milano       | 3-1 | 25-17, 25-21, 22-25, 25-16        |
| 17-02                   | Treviso-Macerata    | 2-3 | 25-20, 23-25, 25-20, 18-25, 10-15 |

| Ventesima giornata |                     |     |                                   |
|                    |                     |     |                                   |
| 24-02              | Corigliano-Cuneo    | 0-3 | 21-25, 16-25, 21-25               |
| 24-02              | Latina-Treviso      | 0-3 | 18-25, 18-25, 20-25               |
| 24-02              | Macerata-Piacenza   | 3-0 | 25-18, 25-20, 25-22               |
| 24-02              | Milano-Modena       | 3-2 | 25-23, 16-25, 25-21, 18-25, 15-12 |
| 24-02              | Montichiari-Perugia | 3-2 | 25-12, 25-18, 23-25, 17-25, 15-11 |
| 24-02              | Padova-Trento       | 0-3 | 14-25, 22-25, 20-25               |
| 24-02              | Taranto-Roma        | 3-2 | 22-25, 25-18, 32-34, 25-23, 15-13 |

| Ventunesima giornata |                   |     |                                   |
|                      |                   |     |                                   |
| 09-03                | Cuneo-Montichiari | 3-2 | 24-26, 25-15, 22-25, 25-22, 15-13 |
| 09-03                | Milano-Corigliano | 3-2 | 17-25, 25-22, 25-22, 22-25, 16-14 |
| 10-03                | Modena-Padova     | 1-3 | 25-16, 33-35, 24-26, 23-25        |
| 09-03                | Perugia-Latina    | 2-3 | 25-19, 19-25, 19-25, 25-22, 13-15 |
| 09-03                | Piacenza-Taranto  | 3-2 | 20-25, 21-25, 25-20, 25-21, 15-11 |
| 09-03                | Trento-Macerata   | 3-1 | 30-28, 20-25, 25-22, 25-18        |
| 09-03                | Treviso-Roma      | 3-0 | 25-16, 25-21, 25-22               |

| Ventiduesima giornata |                    |     |                            |
|                       |                    |     |                            |
| 16-03                 | Latina-Milano      | 3-0 | 25-23, 25-20, 29-27        |
| 16-03                 | Macerata-Perugia   | 1-3 | 21-25, 25-19, 23-25, 21-25 |
| 16-03                 | Montichiari-Modena | 3-0 | 25-21, 25-19, 25-21        |
| 16-03                 | Padova-Corigliano  | 1-3 | 25-20, 17-25, 20-25, 21-25 |
| 16-03                 | Roma-Piacenza      | 0-3 | 20-25, 21-25, 25-27        |
| 15-03                 | Taranto-Trento     | 1-3 | 18-25, 25-23, 22-25, 19-25 |
| 17-03                 | Treviso-Cuneo      | 0-3 | 21-25, 22-25, 21-25        |

| Ventitreesima giornata |                        |     |                                  |
|                        |                        |     |                                  |
| 22-03                  | Corigliano-Montichiari | 1-3 | 24-26, 23-25, 25-23, 22-25       |
| 22-03                  | Cuneo-Latina           | 3-0 | 25-23, 25-16, 25-22              |
| 22-03                  | Macerata-Taranto       | 3-0 | 32-30, 25-23, 25-16              |
| 22-03                  | Milano-Padova          | 3-0 | 25-19, 25-18, 28-26              |
| 26-03                  | Modena-Perugia         | 0-3 | 24-26, 24-26, 22-25              |
| 22-03                  | Piacenza-Treviso       | 2-3 | 17-25, 17-25, 25-21, 25-19, 9-15 |
| 18-03                  | Trento-Roma            | 3-0 | 25-22, 25-23, 25-18              |

| Ventiquattresima giornata |                    |     |                                   |
|                           |                    |     |                                   |
| 30-03                     | Latina-Macerata    | 0-3 | 16-25, 20-25, 22-25               |
| 30-03                     | Modena-Corigliano  | 3-1 | 25-22, 20-25, 25-19, 25-21        |
| 30-03                     | Montichiari-Milano | 2-3 | 25-17, 25-21, 23-25, 24-26, 12-15 |
| 31-03                     | Perugia-Padova     | 3-0 | 33-31, 25-21, 25-23               |
| 25-03                     | Piacenza-Trento    | 3-2 | 25-23, 23-25, 25-16, 23-25, 15-13 |
| 30-03                     | Roma-Cuneo         | 0-3 | 16-25, 13-25, 15-25               |
| 25-03                     | Treviso-Taranto    | 3-0 | 25-18, 25-22, 25-19               |

| Venticinquesima giornata |                     |     |                                   |
|                          |                     |     |                                   |
| 02-04                    | Corigliano-Piacenza | 2-3 | 25-23, 21-25, 19-25, 25-17, 11-15 |
| 02-04                    | Cuneo-Modena        | 2-3 | 14-25, 21-25, 25-17, 25-22, 14-16 |
| 02-04                    | Macerata-Roma       | 2-3 | 28-30, 25-23, 22-25, 25-23, 13-15 |
| 02-04                    | Milano-Perugia      | 2-3 | 20-25, 25-22, 25-23, 23-25, 10-15 |
| 02-04                    | Padova-Montichiari  | 2-3 | 25-21, 21-25, 17-25, 25-18, 15-17 |
| 02-04                    | Taranto-Latina      | 3-1 | 27-29, 25-20, 25-20, 25-15        |
| 02-04                    | Trento-Treviso      | 1-3 | 21-25, 20-25, 25-23, 17-25        |

| Ventiseiesima giornata |                      |     |                                   |
|                        |                      |     |                                   |
| 09-04                  | Latina-Trento        | 0-3 | 21-25, 19-25, 21-25               |
| 09-04                  | Modena-Taranto       | 3-1 | 25-22, 21-25, 25-11, 25-23        |
| 09-04                  | Montichiari-Macerata | 3-0 | 25-16, 25-23, 25-15               |
| 09-04                  | Perugia-Cuneo        | 0-3 | 17-25, 20-25, 21-25               |
| 09-04                  | Piacenza-Padova      | 3-2 | 25-17, 21-25, 25-22, 21-25, 15-10 |
| 09-04                  | Roma-Corigliano      | 3-2 | 29-31, 22-25, 25-22, 25-21, 15-11 |
| 09-04                  | Treviso-Milano       | 2-3 | 25-19, 25-19, 21-25, 20-25, 8-15  |

#### Classifica
| Pos. | Squadra           | Pt | G  | V  | P  | SV | SP | Ratio | PF    | PS    | Ratio |
| ---- | ----------------- | -- | -- | -- | -- | -- | -- | ----- | ----- | ----- | ----- |
| 1.   | Trentino          | 59 | 26 | 21 | 5  | 67 | 33 | 2.030 | 2 359 | 2 132 | 1.106 |
| 2.   | Piemonte          | 59 | 26 | 20 | 6  | 67 | 28 | 2.392 | 2 227 | 2 022 | 1.101 |
| 3.   | Treviso           | 50 | 26 | 16 | 10 | 59 | 42 | 1.404 | 2 308 | 2 157 | 1.070 |
| 4.   | M. Roma           | 49 | 26 | 18 | 8  | 62 | 45 | 1.377 | 2 387 | 2 350 | 1.015 |
| 5.   | Lube              | 48 | 26 | 17 | 9  | 60 | 43 | 1.395 | 2 322 | 2 238 | 1.037 |
| 6.   | Piacenza          | 47 | 26 | 17 | 9  | 61 | 44 | 1.386 | 2 375 | 2 274 | 1.044 |
| 7.   | Gabeca            | 38 | 26 | 13 | 13 | 52 | 53 | 0.981 | 2 346 | 2 305 | 1.017 |
| 8.   | Modena            | 37 | 26 | 12 | 14 | 54 | 57 | 0.947 | 2 506 | 2 496 | 1.004 |
| 9.   | Sparkling Milano  | 35 | 26 | 12 | 14 | 48 | 58 | 0.827 | 2 278 | 2 402 | 0.948 |
| 10.  | Perugia           | 32 | 26 | 9  | 17 | 43 | 58 | 0.741 | 2 193 | 2 278 | 0.962 |
| 11.  | Sempre Padova     | 25 | 26 | 8  | 18 | 41 | 65 | 0.630 | 2 335 | 2 481 | 0.941 |
| 12.  | Taranto           | 25 | 26 | 7  | 19 | 40 | 64 | 0.625 | 2 278 | 2 402 | 0.948 |
| 13.  | Volley Corigliano | 23 | 26 | 6  | 20 | 37 | 65 | 0.569 | 2 191 | 2 344 | 0.934 |
| 14.  | Top Volley Latina | 19 | 26 | 6  | 20 | 29 | 65 | 0.446 | 1 992 | 2 216 | 0.898 |

| Qualificata ai play-off scudetto | Retrocessa in Serie A2 |

### Play-off scudetto

#### Tabellone
|  | Quarti di finale | Quarti di finale | Quarti di finale | Quarti di finale | Quarti di finale |  |  | Semifinali | Semifinali | Semifinali | Semifinali | Semifinali |   |   | Finale | Finale   | Finale | Finale | Finale |  |
|  |                  |                  |                  |                  |                  |  |  |            |            |            |            |            |   |   |        |          |        |        |        |  |
|  | 1                | Trentino         | Trentino         | 3                | 3                |  |  |            |            |            |            |            |   |   |        |          |        |        |        |  |
|  | 8                | Modena           | Modena           | 0                | 1                |  |  | 1          | Trentino   | Trentino   | 3          | 3          |   |   |        |          |        |        |        |  |
|  | 5                | Lube             | Lube             | 0                | 2                |  |  | 4          | M. Roma    | M. Roma    | 0          | 0          |   |   |        |          |        |        |        |  |
|  | 4                | M. Roma          | M. Roma          | 3                | 3                |  |  |            |            |            |            |            |   |   | 1      | Trentino | 3      | 2      | 3      |  |
|  | 3                | Treviso          | 3                | 0                | 2                |  |  |            |            | 6          | Piacenza   | 0          | 3 | 0 |        |          |        |        |        |  |
|  | 6                | Piacenza         | 0                | 3                | 3                |  |  | 6          | Piacenza   | 2          | 3          | 3          |   |   |        |          |        |        |        |  |
|  | 7                | Gabeca           | Gabeca           | 2                | 2                |  |  | 2          | Piemonte   | 3          | 0          | 1          |   |   |        |          |        |        |        |  |
|  | 2                | Piemonte         | Piemonte         | 3                | 3                |  |  |            |            |            |            |            |   |   |        |          |        |        |        |  |

#### Risultati
| Quarti di finale |                   |     |                                   |
|                  |                   |     |                                   |
| 09-04            | Cuneo-Montichiari | 3-2 | 26-28, 25-23, 25-21, 21-25, 15-11 |
| 09-04            | Roma-Macerata     | 3-0 | 37-35, 32-30, 25-21               |
| 09-04            | Trento-Modena     | 3-0 | 25-20, 25-19, 25-15               |
| 09-04            | Treviso-Piacenza  | 3-0 | 25-23, 25-21, 25-21               |

| 12-04 | Modena-Trento     | 1-3 | 25-22, 18-25, 23-25, 23-25        |
| 13-04 | Macerata-Roma     | 2-3 | 25-23, 19-25, 25-19, 29-31, 9-15  |
| 13-04 | Montichiari-Cuneo | 2-3 | 22-25, 25-20, 26-24, 23-25, 11-15 |
| 13-04 | Piacenza-Treviso  | 3-0 | 25-19, 25-20, 25-20               |

| 17-04 | Treviso-Piacenza | 2-3 | 22-25, 19-25, 25-21, 25-13, 11-15 |

| Semifinali |                |     |                                  |
|            |                |     |                                  |
| 20-04      | Cuneo-Piacenza | 3-2 | 25-16, 25-21, 21-25, 18-25, 15-9 |
| 20-04      | Trento-Roma    | 3-0 | 25-22, 25-19, 25-15              |

| 23-04 | Piacenza-Cuneo | 3-0 | 25-19, 25-21, 25-21 |
| 23-04 | Roma-Trento    | 0-3 | 22-25, 23-25, 18-25 |

| 26-04 | Cuneo-Piacenza | 1-3 | 20-25, 22-25, 25-22, 16-25 |

| Finali |                 |     |                                   |
|        |                 |     |                                   |
| 01-05  | Trento-Piacenza | 3-0 | 25-20, 26-24, 25-15               |
| 04-05  | Piacenza-Trento | 3-2 | 25-21, 25-23, 18-25, 22-25, 16-14 |
| 07-05  | Trento-Piacenza | 3-0 | 29-27, 25-16, 25-19               |

## Verdetti
| Squadra           | Qualificazione           |
| ----------------- | ------------------------ |
| Trentino          | Champions League 2008-09 |
| Piacenza          | Champions League 2008-09 |
| Lube              | Champions League 2008-09 |
| Piemonte          | Coppa CEV 2008-09        |
| Treviso           | Challenge Cup 2008-09    |
| Volley Corigliano | Serie A2 2008-09         |
| Top Volley Latina | Serie A2 2008-09         |

## Premi individuali
| Premio               | Nome               | Squadra          |
| -------------------- | ------------------ | ---------------- |
| Miglior allenatore   | Angelo Lorenzetti  | Piacenza         |
| Miglior Under-23     | Matteo Martino     | Sparkling Milano |
| Miglior pubblico     | -                  | Trentino         |
| Miglior arbitro      | Simone Santi       | -                |
| Miglior realizzatore | Leandro Vissotto   | Taranto          |
| Miglior ricezione    | Damiano Pippi      | Perugia          |
| Miglior servizio     | Vencislav Simeonov | Piacenza         |
| Miglior attaccante   | Wout Wijsmans      | Piemonte         |
| Miglior centrale     | Michal Rak         | Taranto          |
| Miglior servizio     | Vencislav Simeonov | Piacenza         |
| Miglior muro         | Gustavo Endres     | Treviso          |
| Miglior attaccante   | Leandro Vissotto   | Taranto          |

## Statistiche
| Rendimento individuale | Rendimento individuale | Rendimento individuale | Rendimento individuale |
| Pos.                   | Nome                   | Punti                  | Squadra                |
| ---------------------- | ---------------------- | ---------------------- | ---------------------- |
| 1                      | Leandro Vissotto       | 484                    | Taranto                |
| 2                      | Hristo Zlatanov        | 470                    | Piacenza               |
| 3                      | Mauro Gavotto          | 448                    | Gabeca                 |
| 4                      | Matej Kazijski         | 433                    | Trentino               |
| 4                      | Vladimir Nikolov       | 428                    | Trentino               |
| 6                      | Gilson Bernardo        | 417                    | Top Volley Latina      |
| 7                      | Igor Omrčen            | 411                    | Lube                   |
| 8                      | Murilo Endres          | 388                    | Modena                 |
| 9                      | Jan Štokr              | 386                    | Perugia                |
| 9                      | Péter Veres            | 386                    | Gabeca                 |

| Attacchi vincenti | Attacchi vincenti | Attacchi vincenti | Attacchi vincenti |
| Pos.              | Nome              | Punti             | Squadra           |
| ----------------- | ----------------- | ----------------- | ----------------- |
| 1                 | Leandro Vissotto  | 429               | Taranto           |
| 2                 | Hristo Zlatanov   | 398               | Piacenza          |
| 3                 | Mauro Gavotto     | 381               | Gabeca            |
| 4                 | Matej Kazijski    | 363               | Trentino          |
| 4                 | Gilson Bernardo   | 362               | Top Volley Latina |
| 6                 | Igor Omrčen       | 352               | Lube              |
| 7                 | Vladimir Nikolov  | 346               | Trentino          |
| 8                 | Péter Veres       | 341               | Gabeca            |
| 9                 | Luis Díaz         | 332               | Sempre Padova     |
| 10                | André Nascimento  | 330               | Modena            |

| Muri vincenti | Muri vincenti   | Muri vincenti | Muri vincenti     |
| Pos.          | Nome            | Punti         | Squadra           |
| ------------- | --------------- | ------------- | ----------------- |
| 1             | Gustavo Endres  | 81            | Treviso           |
| 2             | Stefan Hübner   | 74            | Treviso           |
| 3             | Richard Nemec   | 72            | Perugia           |
| 4             | Michal Rak      | 69            | Taranto           |
| 4             | Johannes Bontje | 64            | Sempre Padova     |
| 6             | Luca Tencati    | 60            | Modena            |
| 7             | Gregor Jerončić | 58            | Trentino          |
| 7             | Martin Lébl     | 58            | Lube              |
| 9             | Ryan Millar     | 57            | Sparkling Milano  |
| 10            | Riad Garcia     | 56            | Top Volley Latina |

| Battute vincenti | Battute vincenti   | Battute vincenti | Battute vincenti  |
| Pos.             | Nome               | Punti            | Squadra           |
| ---------------- | ------------------ | ---------------- | ----------------- |
| 1                | Vencislav Simeonov | 47               | Piacenza          |
| 2                | Gustavo Endres     | 43               | Treviso           |
| 3                | Vladimir Nikolov   | 41               | Trentino          |
| 4                | Matej Kazijski     | 40               | Trentino          |
| 4                | Mauro Gavotto      | 38               | Gabeca            |
| 6                | Ángel Dennis       | 37               | Modena            |
| 6                | Andrea Sala        | 37               | Gabeca            |
| 8                | Michal Rak         | 36               | Sempre Padova     |
| 9                | Matteo Martino     | 35               | Sparkling Milano  |
| 10               | Lorenzo Perazzolo  | 33               | Taranto           |
| 10               | Gilson Bernardo    | 33               | Top Volley Latina |

| Ricezioni perfette | Ricezioni perfette | Ricezioni perfette | Ricezioni perfette |
| Pos.               | Nome               | Punti              | Squadra            |
| ------------------ | ------------------ | ------------------ | ------------------ |
| 1                  | Péter Veres        | 419                | Gabeca             |
| 2                  | Alessandro Farina  | 387                | Treviso            |
| 3                  | Murilo Endres      | 372                | Modena             |
| 4                  | Damiano Pippi      | 363                | Perugia            |
| 4                  | Giuseppe Patriarca | 356                | Taranto            |
| 6                  | Leonel Marshall    | 342                | M. Roma            |
| 7                  | Goran Vujević      | 332                | Perugia            |
| 8                  | Andrea Garghella   | 328                | Sempre Padova      |
| 9                  | Peter Pláteník     | 326                | Sempre Padova      |
| 10                 | Sérgio dos Santos  | 320                | Piacenza           |

NB: I dati sono riferiti esclusivamente alla regular season.